# 비상 담요

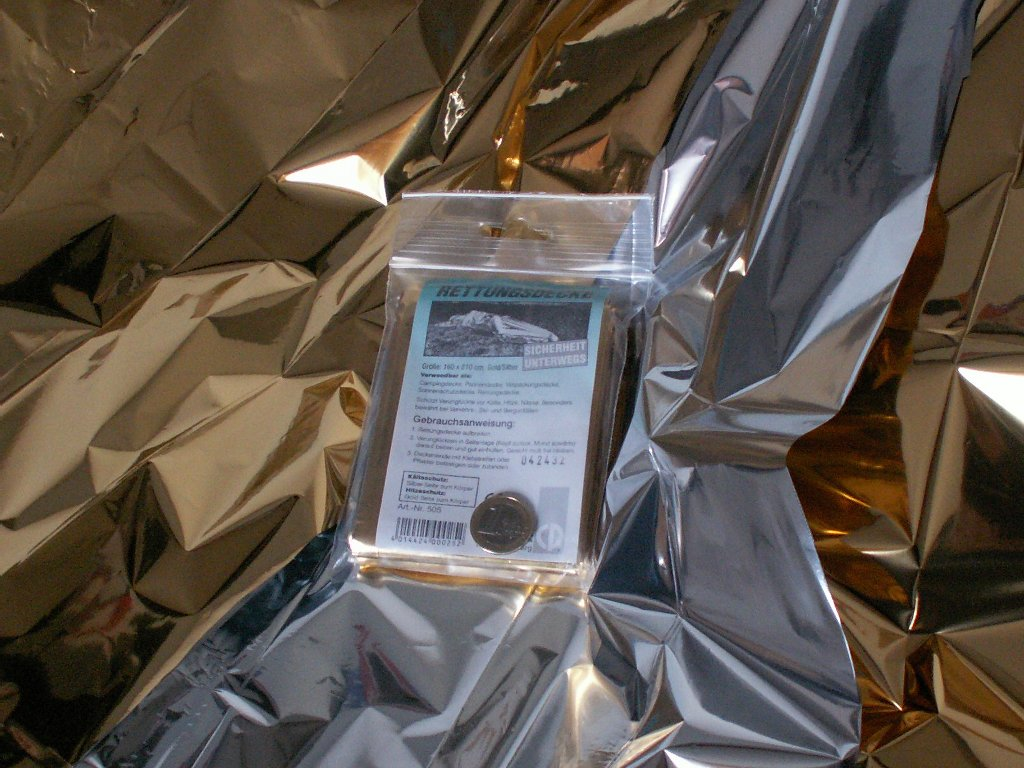
비상 담요

비상 담요(영어: emergency blanket; 이머전시 블랭킷) 또는 우주 담요(영어: space blanket, 스페이스 블랭킷), 은박 담요(銀箔-)는 열을 반사하는 얇은 플라스틱 시트로 만든 특별히 가볍고 부피가 작은 담요이다. 마일러 담요, 응급 담요, 구급 담요, 안전 담요, 보온 담요, 호일 담요라고도 부른다. 우주선 외부 표면의 열 제어와 인체 보온용으로 사용된다. 이 담요는 열 방사, 수분 증발 또는 대류로 인해 빠르게 발생할 수 있는 인체의 열 손실을 줄이도록 설계되었다. 펼치기 전에는 무게가 가볍고 크기가 작아 공간이나 무게가 중요한 상황에서 이상적이다. 응급 처치 키트와 캠핑 장비에 포함되어 있을 수 있다. 길을 잃은 캠핑객과 등산객들에게는 추가적인 이점이 있다. 반짝이는 표면이 태양 빛을 반사하여 수색대를 위한 즉석 조난 신호기로 사용할 수 있고, 먼 거리에서 다른 사람들에게 신호를 보내는 방법으로도 활용할 수 있다.

## 제조

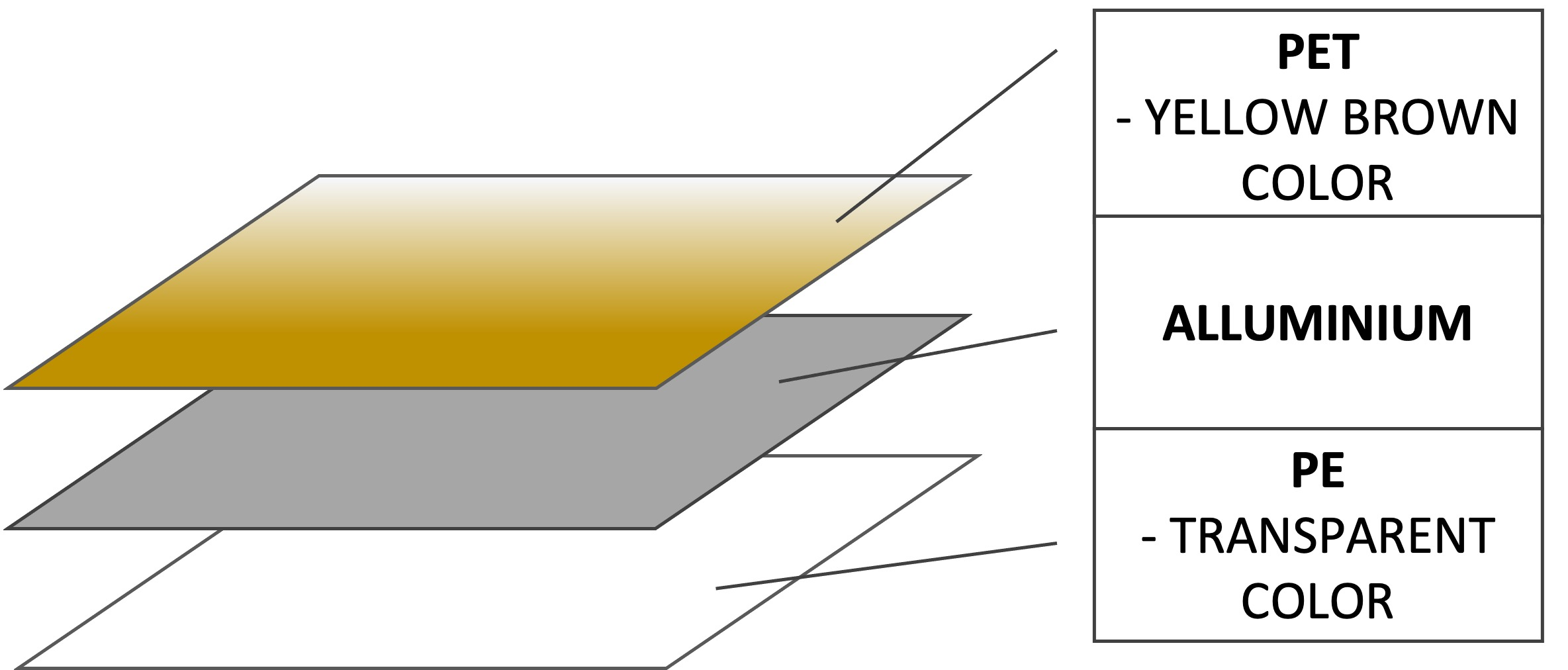
비상 담요의 적층 재료

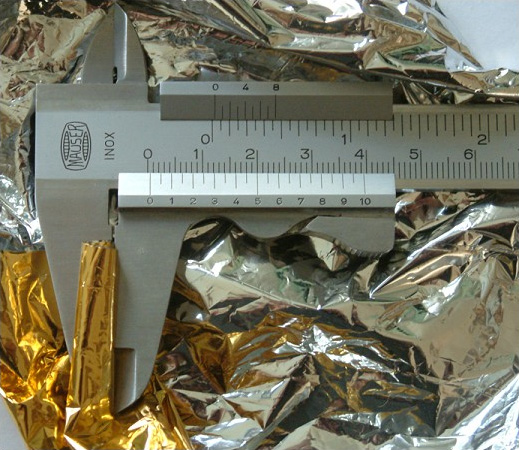
비상 담요 32개 층의 두께가 0.45mm다

1964년 미국 우주 계획을 위해 나사 마셜 우주비행센터에서 처음 개발되었으며, 소재는 금색이나 은색의 금속성 반사제로 코팅된 얇은 플라스틱 시트(주로 PET 필름)로 구성되어 있어 방사열의 최대 97%를 반사하며, 금속화 폴리에틸렌 테레프탈레이트(MPET)라고 부른다.
우주에서 사용하기 위해서는 일반적으로 폴리이미드(예: 캡톤, UPILEX)를 기판으로 선택하는데, 우주의 극한 환경에 대한 저항성, 넓은 온도 범위(극저온 -260°C에서 단기간 480°C 이상), 낮은 탈가스성(진공 사용에 적합), 자외선 방사에 대한 저항성 때문이다. 호일 두께가 50μm와 125μm인 알루미늄 처리된 캡톤이 아폴로 달 착륙선에 사용되었다. 폴리이미드는 호일에 특유의 호박-금색을 부여한다.
비상 담요는 매우 얇고 내구성 있는 필름 기판에 정밀한 양의 순수 알루미늄 증기를 진공 증착하여 제조된다.

## 사용
주요 용도로서 우주 담요는 방수성과 방풍성이 있어 많은 응급, 구급, 생존 키트에 포함된다. 이러한 특성과 함께 가벼운 무게, 작은 공간으로 압축할 수 있는 능력 덕분에 야외 활동가와 응급 구조대원들 사이에서 인기를 얻었다. 우주 담요는 마라톤 선수와 다른 지구력 운동선수들이 경기가 끝난 후나 날씨가 쌀쌀할 때 경기 시작 전 대기 중에 자주 지급된다. 이 소재는 전도성 단열재와 함께 사용될 수 있으며 비박 자루(생존 가방)로 사용하기 위해 가방 형태로 만들 수 있다.
응급처치에서 이 담요는 저체온증을 예방하거나 대처하는 데 사용되며, 다음 세 가지가 작용한다.
- 기밀성 호일이 대류를 감소시킴
- 땀의 증발로 인한 열 손실이 감소함[13]
- 반사면이 열 방사로 인한 손실을 억제함

더운 환경에서는 그늘을 만들거나 방사열을 차단하는 데 사용할 수 있지만, 사람을 감싸는 데 사용하는 것은 역효과를 낳을 수 있다. 기밀성 호일에 체열이 갇혀 외부로의 열 반사로 얻는 이점보다 더 큰 영향을 미치기 때문이다. 덥고 습한 조건에서 달리기 후 우주 담요를 착용하면 냉각 속도가 미미하게 느려진다.
우주 담요는 인체의 열 손실을 줄이는 데 사용되지만, PET 필름으로 제작되어 있어 이 재료가 유용한 다른 용도(예: 용기 단열재, DIY 태양열 집광기)와 기타 용도로도 사용할 수 있다.
우주 담요 외에도 미국 군대는 "부상자 담요"(casualty blanket, 캐주얼티 블랭킷)라고 하는 유사한 담요를 사용한다. 우주 담요와 비슷한 열 반사층을 사용하며, 올리브 드랩색의 보강된 외층으로 뒷받침되어 있다. 기본 우주 담요보다 더 큰 내구성과 보온성을 제공하지만 부피가 더 크고 무거운 단점이 있다. 또한 매우 추운 기후에서는 비박 자루의 여러 층 사이에 부분 내피로도 사용된다. 탈레반도 나토군으로부터 열 신호를 숨기기 위해 우주 담요를 사용했다.

## 같이 보기
- 긴급 대피소
- 단열재
- 체온 조절
- 박막